# 宋棐卿
宋棐卿（1898年—1956年7月17日），名显忱，字棐卿，以字行，山东益都人，中国近代实业家。

## 生平
宋棐卿出年于基督教家庭，父亲为教会资本家宋传典，他在幼年时便受洗入教。早年曾先后就读于齐鲁大学、燕京大学。1920年前往美国留学，在西北大学商学院学习工商管理。1925年回国后协助父亲经营企业。此后曾前往欧洲考察。1928年在天津创办德昌贸易公司并任经理。1932年创立东亚毛呢纺织股份有限公司，任董事长兼经理。随着其公司生产的“抵羊牌”毛线的畅销，他也成为了天津实业界的巨头。1940年改为东亚毛麻纺织公司，并创设东亚麻袋厂，生产“东亚大绿线”。1944年开设东亚化学厂，生产脑得康、克蛔宁等药品。1945年又开设广信行经营股票业务。1947年将公司更名为东亚企业公司。次年任天津工业协会常务理事、天津经济调查研究所评议员。1949年出任第一届全国政协委员、政务院财政经济委员会委员。1950年赴香港。后在南美经营企业失败。1956年在阿根廷布宜诺斯艾利斯因心脏病发逝世。

## 故居
宋棐卿在天津英租界内有多处寓所，如：宋棐卿旧居 (马场道)、宋棐卿旧居 (睦南道68号-1)、宋棐卿旧居 (睦南道84-86号)等。 